# سیارک ۹۱۳۲
سیارک ۹۱۳۲ (به انگلیسی: 9132 Walteranderson، نامگذاری:2821P-L) نه هزار و صد و سی و دومین سیارک کشف شده‌است که در ۲۴ سپتامبر ۱۹۶۰ کشف شد.
قدر مطلق سیارک برابر ۱۲٫۹۰ است.